# El viento sopla (cuento corto)
" El viento sopla " es un cuento corto de Katherine Mansfield. Este se publicó por primera vez en la revista Signature (4 de octubre de 1915) como “Otoños: II” bajo el pseudónimo de Matilda Berry. Fue publicado en forma revisada en el Athenaeum el 27 de agosto de 1920 y posteriormente reimpreso en Bliss and Other Stories.

## Resumen de la historia
Matilde es despertada por el viento; mira por la ventana; su vecina, Marie, está recogiendo flores del jardín y luego Bogey, el hermano de Matilde, llama por teléfono a su madre. Matilde se va a casa del Sr. Bullen para su lección de música. Aunque su mamá no quiere que vaya debido al fuerte viento, ella va igualmente. Después de la lección, sale a caminar con su hermano a la explanada. En este punto, la historia cambia el tiempo de narración del presente al pasado cuando Mansfield muestra que la lección de música, la caminata, etc., ocurrieron en el pasado de Matilde, y ella y su hermano en realidad están navegando a bordo en un barco varios años después, así que todos los momentos vividos por Matilde anteriormente, eran recuerdos de ella narrados a su hermano.

## Personajes
- Marie Swainson
- Bogey
- Matilde
- Mr Bullen - el personaje de Mr Bullen está basado en el músico Robert Parker[2]

## Temas principales
- Aislamiento

## Significado literario
El texto está escrito en estilo modernista, sin una estructura fija y con muchos cambios en la narrativa.